# TeXの拡張機能一覧
この記事ではTeXの拡張機能をまとめている。

## マクロ体系
- ConTeXt
- LaTeX
- Texinfo
- PSTricks

## 処理系
- LuaTeX
- pdfTeX
- en:Plain TeX[1][2]
- Publishing TeX
- XǝTeX

## 学術系の拡張機能
- AmS-LaTeX-数学に関する拡張機能であり、アメリカ数学会のために開発された[3][4]
- BibTeX
- PGF/TikZ-作画
- mhchem-化学式
- XϒMTeX-化学式[5][6][7]

## 語学系の拡張機能
- ArabTeX-アラビア文字[8]
- en:FarsiTeX-ペルシャ文字[9][10][11]
- MonTeX-モンゴル語
- MTeX-中国語, 簡体字[12]
- Tiqwah-ヘブライ語[13]

## 音楽系の拡張機能
- MusiXTeX-楽譜
- TIPA-音声記号